# 索列斯图卡斯
索列斯图卡斯（法語：Solliès-Toucas，法語發音：[sɔljɛs tukas]）是法国普罗旺斯-阿尔卑斯-蓝色海岸大区瓦尔省的一个市镇，属于土伦区。

## 地理
索列斯图卡斯（43°12'20"N, 6°1'30"E）面积30.09 平方千米，位于法国普罗旺斯-阿尔卑斯-蓝色海岸大区瓦尔省，该省份为法国东南部沿海省份，北起上普罗旺斯阿尔卑斯省，西北角与沃克吕兹省接壤，西接罗讷河口省，南濒地中海，东临滨海阿尔卑斯省。
与索列斯图卡斯接壤的市镇（或旧市镇、城区）包括：贝尔让捷、屈埃尔斯、梅乌讷莱蒙里约、勒勒韦斯特莱索、锡涅、索列斯蓬、索列斯城。

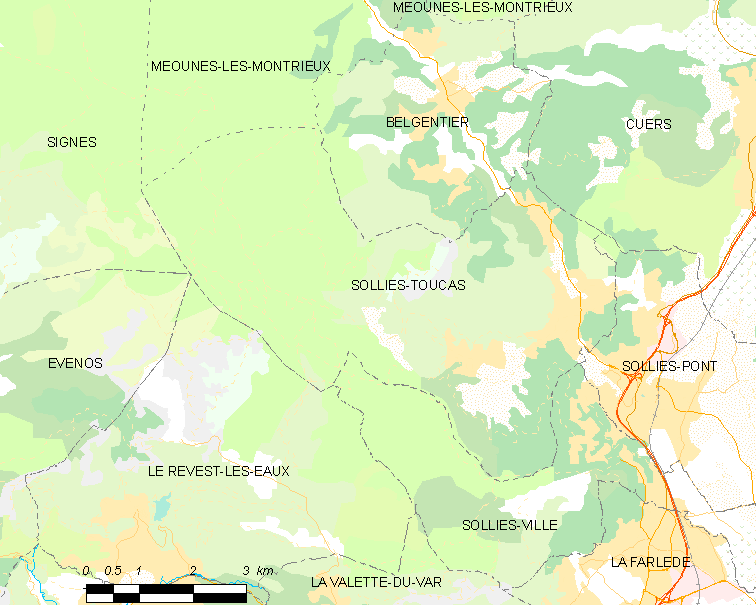
索列斯图卡斯的OSM定位图

索列斯图卡斯的时区为UTC+01:00、UTC+02:00（夏令时）。

## 行政
索列斯图卡斯的邮政编码为83210，INSEE市镇编码为83131。

## 政治
索列斯图卡斯所属的省级选区为索列斯蓬县。

## 人口

1962-2008年间索列斯图卡斯人口变化图示

索列斯图卡斯于2022年1月1日时的人口数量为6087人。